# ヴァッレ・アウレーリア駅
ヴァッレ・アウレーリア駅(Valle Aurelia)はトレニタリアにより運営されるローマ近郊鉄道FL3線の駅の一つである。駅はローマ地下鉄A線の同名の駅近くに位置する。
この駅は2000年にローマ・オスティエンセ - チェザーノ間の増設時に作られ、イタリアで最初の完全な高架駅となった。1990年のワールドカップの時数日利用されたヴィーニャ・クラーラ（のちに取り壊され将来的にチントゥーラ・ノルドの最初の一部が建設されている）が少し行った分岐点にある。
駅はアンジェロ・エーモ通り、バルド・デリ・ウバルディ通り、アナスタージオ2世通り（オリンピカ通りとも呼ばれる）を跨ぐ鉄道橋の上にある。

## 設備
駅には以下の設備がある:
- 乗換用駐車場126台分。
- 障害者を運ぶ要員
- エレベーター
- エスカレーター

### 乗換
- ATAC (892 - 906) の始発
- ATAC (31 - 33 - 247 - 490 - 495 - nMA) が停車
- ローマ地下鉄A線のヴァッレ・アウレーリア駅。

座標: 北緯41度54分11秒 東経12度26分33秒 / 北緯41.903028度 東経12.442381度